# انیووچه
انیووچه (به بلغاری: Enyovche) یک منطقهٔ مسکونی در بلغارستان است که در شهرستان آردینو واقع شده‌است.
 انیووچه ۲٫۰۱۵ کیلومتر مربع مساحت و ۲۶۴ نفر جمعیت دارد.